# Odoevskij rajon
L'Odoevskij rajon (in russo Одоевский район?) è un rajon dell'Oblast' di Tula, in Russia. Istituito nel 1924, il capoluogo è Odoev.